# Bottega Veneta
Bottega Veneta és una casa italiana de luxe i marca d'alta costura més coneguda pels seus articles de cuir que es venen a tot el món i el seu prêt-à-porter per a homes i dones i accessoris per a la casa.
Fundada en 1966 a Vicenza, al nord-est d'Itàlia el seu taller es troba en una vila del segle xviii a Montebello Vicentino i la seva seu central es troba a Lugano, Suïssa, amb oficines a Milà i Vicenza, Itàlia. En 2001, Bottega Veneta va ser adquirida per Gucci Group, i ara forma part del grup multinacional francès Kering. El setembre de 2016, es va anunciar que Claus-Dietrich Lahrs seria nomenat CEO, reemplaçant a Carlo Beretta.

La companyia posseeix boutigues a Itàlia, Espanya, França, Regne Unit, Alemanya, Rússia, Japó, Hong Kong, Guam, Corea, Taiwan, Singapur, Indonèsia, Filipines, Tailàndia i Kuwait, i 13 als Estats Units, concretament a Califòrnia, Florida, Hawaii, Illinois, Nevada, Nova Jersey, Nova York i Texas. 

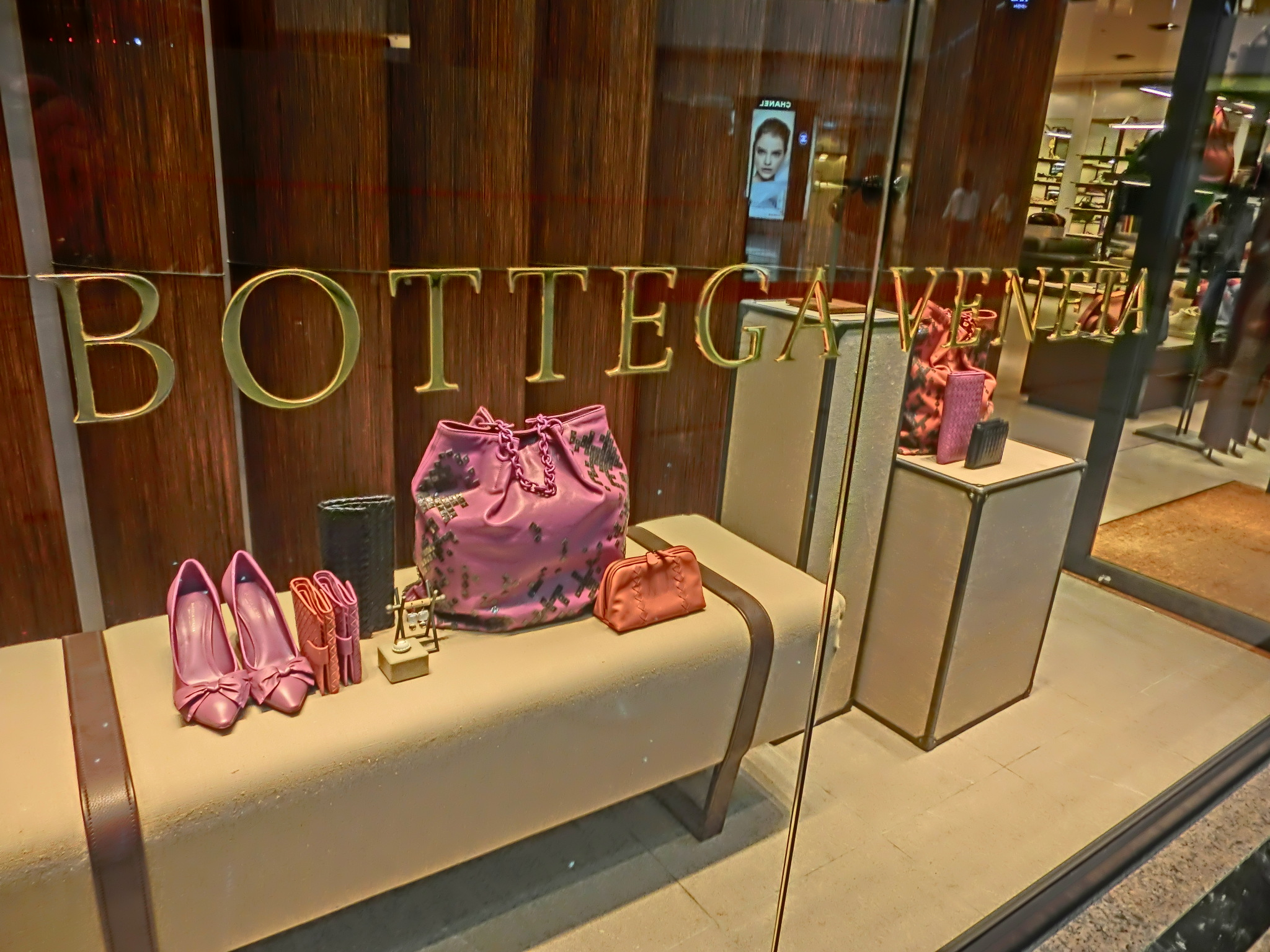
Aparador de la botiga de Hong Kong

## Història
Bottega Veneta va ser establert el 1966 per Vittorio i Laura Moltedo el nom de Bottega Veneta significa "botiga veneciana" i la companyia va començar a produir articles de cuir artesanals. Artesans de l'empresa van desenvolupar una tècnica de cuir teixit, anomenat "intrecciato", que segueix sent una signatura de la marca.

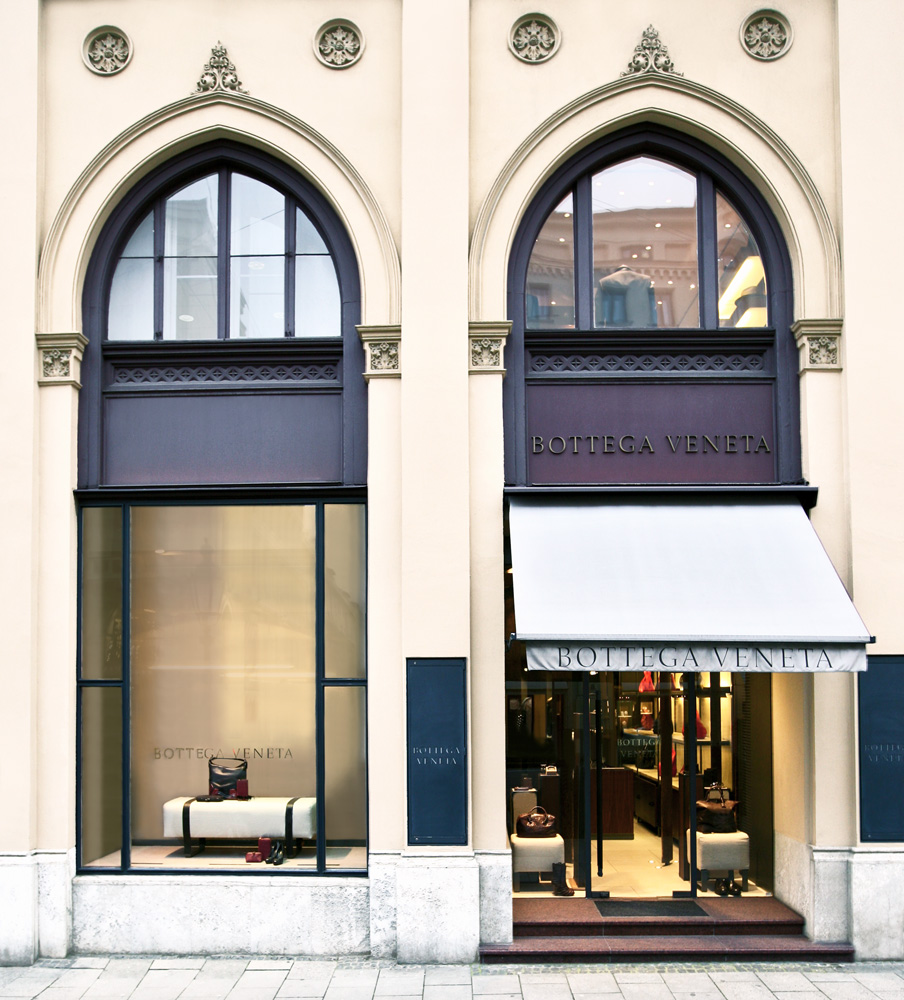
La botiga de Múnic

Amb el temps la fama de Bottega Veneta créixer, gràcies a la qualitat de la seva artesania i l'atractiu del seu disseny discret, sense logotip. En la dècada de 1970, la companyia va començar la publicitat amb el lema "Quan uses les teves pròpies inicials són suficients". A principis de 1980, Bottega Veneta era una de les botigues preferides de la jet set internacional. Andy Warhol, que va fer les seves compres de Nadal a la boutique de Nova York, va fer un curtmetratge per a la companyia el 1980
El primer director creatiu, Renzo Zengiaro va deixar Bottega Veneta a finals de 1970. El segon director creatiu, Michele Taddei va sortir uns anys més tard. I finalment Vittorio i Moltedo Laura (Laura ja havia estat casat amb Taddei) es van mudar de Nova York a Vicenza per dirigir la companyia. Amb el temps, la fortuna de Bottega Veneta va disminuir i, per la dècada de 1990, la marca havia abandonat el seu esperit sobri i es va aventurar en més territori de la moda tendència impulsada .
 
El capítol més recent de la història de Bottega Veneta es va iniciar el febrer de 2001, quan la companyia va ser adquirida pel Grup Gucci. El nou director creatiu, Tomas Maier va posar-se al lideratge d'aquesta firma. L'origen de Maier és alemany. El currículum inclou posicions de treball a Sonia Rykiel i Hermès, establerts a tornar a la marca a la seva identitat original. Amb la seva arriba es van treure els logos visibles als productes de la marca, destacat la signatura intrecciato armadura en lloc destacat, i va tornar el focus de la companyia en la producció artesanal .
Amb els anys posteriors, Bottega Veneta ha introduït addicions a la col·lecció, incloent joieria fina, ulleres, fragàncies per a la llar i mobles, sense deixar d'oferir un assortiment de bosses, sabates, articles de marroquineria, equipatge, articles per a la llar i regals. Bottega Veneta presenta les seves primeres desfilades de dona de prêt-à-porter al febrer de 2005 i la primera desfilada d'home al juny de 2006.
Avui en dia, a punt per al seu ús i les presentacions de mobles es duen a terme a les oficines corporatives a Milà .
A l'estiu de 2006, en reconeixement de la importància de l'artesania artesanal i el nombre cada vegada menor dels pelleters magistrals a Itàlia, Bottega Veneta va obrir la Scuola della Pelletteria, una escola per capacitar i donar suport a les futures generacions d'artesans de la pell.

## Botigues
La distribució de productes de Bottega Veneta és global, que comprèn Europa, Àsia, Amèrica del Sud i Amèrica del Nord.
a través de més de 140 botigues pròpies. La distribució a l'engròs en botigues selectes especialitzades i centres comercials es complementa amb un nombre creixent de botigues de la firma-, que actualment es troben en Itàlia, Brasil, Austràlia, Estats Units, Espanya, França, Regne Unit, Malàisia, Mèxic, Suïssa, Alemanya, Grècia, Rússia, Turquia, Dinamarca, Suècia, Líban, Bangladesh, Lituània, Ucraïna, Japó, Xina, Hong Kong, Guam, Corea, Taiwan, Singapur, Indonèsia, Filipines, Tailàndia, Turquia, Kuwait, Índia, Emirats Àrabs Units, Aràbia Saudita i Noruega

## Bottega Veneta Home
No se sap exactament pero un cop Tomas Maier feia relativament poc temps que estava a la direcció la firma es va pendre la decisió de fer una línia d'objectes i elements de la llar. Aquests mobles i accessoris estan cuidats fins al mínim detall. El procés és el mateix que l'elaboració de les bosses de mà, i aquests objectes van des de butaques, sofàs, còmodes d'acer amb la base de pell girada, coixins, marcs de fotografíes i fins i tot podem trobar els recipients en que se'ls dona a menjar als gossos. Tots aquests productes de la col·lecció Home de Bottega Veneta duen contínuament la seva firma d'identitat, l'"intrecciato". Igual que les bosses de mà es reconeixen per aquesta tècnica (d'entrelligar tires de cuir en diagonal) els mobles i accessoris també.

## Fragàncies
L'aigua de perfum o l'Eau de Perfum de Bottega Veneta evoca la suavitat i sensualitat de renom dels articles de cuir de la casa. La fragància recorda a una illa de Xipre molt floral i amb notes de cuir, on lliga perfectament bé amb el llenguatge olfactiu dels prats del camp frescos venecians, fenc segat, les flors, la terra i la fusta - amb la riquesa suau de cuir en una creació feta a mà amb la minuciositat d'un mestre artesà. La columna vertebral de la fragància és xipre amb una combinació de bergamota, pàtxuli i molsa de roure. Sensualitat floral i picant són dos components que mostren un gest cap a l'Est, un record del lloc de Venècia al final de la ruta de la seda. Ingredients naturals tracen una trajectòria mundial : hi ha bergamota d'Itàlia, el gessamí de Sambac recollit a l'Índia, i el pàtxuli d'Indonèsia. Composta pel reconegut mestre perfumista Michel Almairac, la fragància de Bottega Veneta revela el seu caràcter de la firma des del principi. L'estructura de la fragància és única, una malla fina de les matèries primeres extraordinàries les essències individuals s'entrellacen per crear un tot flexible i harmoniosa .
En segon lloc tenim l'Eau Legère. Aquesta aigua "lleugera" il·lumina les coses més brillants, oferint una signatura suau, brillant i intensament individual. L'ampolla de Bottega Veneta Eau Légère reflecteix les corbes suaus i línies netes de la eau de parfum en un to més clar, més lluminosa del pàl·lid. L'etiqueta de paper refinat, amb la seva fina vora fosca evoca l'etiqueta teixida dins d'una peça fina on es veu que cada pas de la seva creació està feta a mà.
I per finalitzar troben el "Murano Parfum". L'ampolla de Murano és una expressió particularment pura de la qualitat i l'artesania de Bottega Veneta. El flascó, dissenyat pel director creatiu Tomas Maier com un atuell pel perfum, és un objecte de sofisticació atemporal i funcionalitat contemporània. L'ampolla està feta d'excepcionalment fi vidre bufat a mà per artesans d'una de les principals fàbriques de vidre a l'illa de Murano. Un motiu intrecciato està gravada a la base, utilitzant una tècnica d'encunyació única, mentre que el logotip de Bottega Veneta està sorrejat al lateral. El coll està envoltat amb una cinta de cuir coneix i es fixa amb un segell antic de la papallona de llautó. Finalment, hi ha el suc, una ombra profunda de color ambre característic de vidre de Murano.

## Col·leccions
Una llista d'artistes han contribuït a la creació de la cartera de la publicitat de Bottega Veneta. Col·laboracions inclouen Alex Prager (primavera de 2011), Nan Goldin (primavera de 2010), Steven Meisel (tardor de 2009), Larry Sultan (primavera de 2009), Todd Eberle (Cruise 2009), Nick Knight (tardor de 2008), Sam Taylor-Wood (primavera de 2008), Annie Leibovitz (tardor de 2007), Tina Barney (primavera de 2007), Lord Snowdon (tardor de 2006), Stephen Shore (primavera de 2006) i Philip-Lorca diCorcia (tardor de 2005).